# Irene Dailey
Irene Dailey (* 12. September 1920 in New York City, New York; † 24. September 2008 in Santa Rosa, Kalifornien) war eine US-amerikanische Film- und Theater-Schauspielerin.

## Leben
Dailey begann ihre Karriere schon im Kindesalter als Vaudeville-Tänzerin. Auch ihr älterer Bruder Dan Dailey war Schauspieler. Sie hatte 1943 an der Seite von Barbara Bel Geddes ihr Broadwaydebüt in Nine Girls. 1946 spielte sie neben Marlon Brando und Karl Malden die weibliche Hauptrolle in der kurzlebigen Elia-Kazan-Produktion von Maxwell Andersons Truckline Cafe. Zu ihren weiteren Broadwayrollen zählten die Bertolt-Brecht-Produktionen von  The Good Woman of Setzuan an der Seite von Uta Hagen und Andorra neben Horst Buchholz. Allerdings waren alle diese Produktionen Flops und Dailey musste sich als Kellnerin und Betreiberin eines Lampenschirm-Geschäftes über Wasser halten. Einen Broadway-Erfolg hatte sie 1964 in der mit dem Tony Award ausgezeichneten Produktion von Frank D. Gilroys The Subject Was Roses neben Martin Sheen. Für ihre Darstellung in der Off-Broadway-Produktion Rooms erhielt sie 1966 den Drama Desk Award. Zudem trat sie 1960 auch am Londoner West End auf; sie spielte am Duke of York’s Theatre in der Produktion Tomorrow – with Pictures!, wo sie hervorragende Kritiken erhielt.
Dailey war von Mitte der 1950er bis Anfang der 1990er Jahre auch in Film und Fernsehen zu sehen. Sie spielte in den 1960er Jahren Gastrollen in Serien wie Preston & Preston, Dr. Kildare und Twilight Zone und war auch in einigen Spielfilmen wie Bizarre Morde und Five Easy Pieces – Ein Mann sucht sich selbst zu sehen. Zu ihren bekanntesten Filmrollen zählt die Darstellung der Tante Helena im Horrorfilm Amityville Horror von 1979. Von 1969 bis 1970 war sie als Pamela Stewart in der Seifenoper The Edge of Night zu sehen. In der Seifenoper Another World spielte sie von 1974 bis 1986 sowie 1988 bis 1994 die Matriarchin Liz Matthews. Hierfür wurde sie 1979 mit dem Emmy-Award ausgezeichnet. Ihre letzte Rolle spielte sie 1996 am Broadway an der Seite von Frank Langella in The Father.
Dailey starb im Alter von 88 Jahren an den Folgen einer Darmkrebs-Erkrankung.

## Filmografie (Auswahl)

### Film
- 1968: Die Tollkühnen (Daring Game)
- 1968: Bizarre Morde (No Way to Treat a Lady)
- 1970: Five Easy Pieces – Ein Mann sucht sich selbst (Five Easy Pieces)
- 1971: Die Grissom Bande (Grissom Gang)
- 1979: Amityville Horror (The Amityville Horror)

### Fernsehen
- 1962: Preston & Preston (The Defenders)
- 1963: Dr. Kildare
- 1963: Twilight Zone (The Twilight Zone)
- 1966: Hawk
- 1969–1970: The Edge of Night
- 1974–1994: Another World

## Broadway
- 1943: Nine Girls
- 1946: Truckline Cafe
- 1951: Idiot’s Delight
- 1951: Springtime Folly
- 1956–1957: The Good Woman of Setzuan
- 1957: Miss Lonelyhearts
- 1963: Andorra
- 1964–1966: The Subject Was Roses
- 1967–1969: You Know I Can't Hear You When the Water's Running
- 1991–1993: Lost in Yonkers
- 1996: The Father

## Auszeichnungen
- 1966: Drama Desk Award für Rooms
- 1979: Emmy in der Kategorie Outstanding Actress in a Daytime Drama Series für Another World